# Чемпионат Европы по стрельбе из пневматического оружия 2011
Чемпионат Европы по стрельбе из пневматического оружия 2011 прошёл с 1 по 7 марта в Брешиа, Италия. В его программу входили соревнования в стрельбе из пистолета, винтовки и в стрельбе по подвижным мишеням.

## Общий медальный зачёт
(Жирным выделено самое большое количество медалей в своей категории; принимающая страна также выделена)
| Общее количество медалей |           |        |         |        |       |
| Место                    | Страна    | Золото | Серебро | Бронза | Всего |
| 1                        | Россия    | 8      | 7       | 4      | 19    |
| 2                        | Украина   | 8      | 5       | 5      | 18    |
| 3                        | Германия  | 3      | 3       | 6      | 12    |
| 4                        | Финляндия | 2      | 2       | 3      | 7     |
| 5                        | Франция   | 2      | 2       | 3      | 7     |
| 6                        | Польша    | 2      | 0       | 0      | 2     |
| 7                        | Беларусь  | 1      | 5       | 1      | 7     |
| 8                        | Чехия     | 1      | 1       | 5      | 7     |
| 9                        | Сербия    | 1      | 1       | 1      | 3     |
| 9                        | Хорватия  | 1      | 1       | 1      | 3     |
| 11                       | Швеция    | 1      | 1       | 0      | 2     |
| 12                       | Словакия  | 1      | 0       | 0      | 1     |
| 13                       | Венгрия   | 1      | 0       | 2      | 3     |
| 14                       | Болгария  | 0      | 2       | 0      | 2     |
| 15                       | Испания   | 0      | 1       | 0      | 1     |
| 15                       | Норвегия  | 0      | 1       | 0      | 1     |
| 17                       | Италия    | 0      | 0       | 1      | 1     |

## Призёры

### Взрослые

#### Мужчины
| Дисциплина                            | Золото                                                         | Серебро                                                         | Бронза                                                           |
| Пневматическая винтовка, 10 метров    | Петер Шиди Венгрия                                             | Александр Соколов Россия                                        | Никколо Камприани Италия                                         |
| Пневматическая винтовка, 10 метров    | Украина · Артур Айвазян · Сергей Кулиш · Сергей Каспер         | Франция · Пьер Эдмон Пьясекки · Этьен Жермон · Микаэль д'Аллюин | Венгрия · Петер Шиди · Мате Бьятовский · Петер Шомодь            |
| Пневматический пистолет, 10 метров    | Франк Дюмулен Франция                                          | Андрия Златич Сербия                                            | Олег Омельчук Украина                                            |
| Пневматический пистолет, 10 метров    | Россия · Леонид Екимов · Владимир Исаков · Антон Гурьянов      | Беларусь · Юрий Довгополов · Андрей Казак · Владислав Коцапенко | Сербия · Андрия Златич · Дамир Микич · Димитрие Гргич            |
| Подвижная мишень, 10 метров           | Владислав Прянишников Украина                                  | Мирослав Януш Чехия                                             | Бедржик Йонаш Чехия                                              |
| Подвижная мишень, 10 метров           | Чехия · Мирослав Януш · Бедржик Йонаш · Йожеф Никль            | Швеция · Эмиль Мартинссон · Никлас Бергстрём · Маттиас Бергман  | Украина · Владислав Прянишников · Егор Чирва · Александр Зиненко |
| Смешанная подвижная мишень, 10 метров | Петер Пелах Словакия                                           | Михаил Азаренко Россия                                          | Владислав Прянишников Украина                                    |
| Смешанная подвижная мишень, 10 метров | Швеция · Эмиль Мартинссон · Никлас Бергстрём · Маттиас Бергман | Россия · Михаил Азаренко · Максим Степанов · Александр Блинов   | Чехия · Бедржик Йонаш · Мирослав Януш · Йожеф Никль              |

#### Женщины
| Дисциплина                            | Золото                                                      | Серебро                                                              | Бронза                                                      |
| Пневматическая винтовка, 10 метров    | Соня Пфайльшифтер Германия                                  | Марьо Или-Кийкка Финляндия                                           | Дарья Тихова Украина                                        |
| Пневматическая винтовка, 10 метров    | Германия · Соня Пфайльшифтер · Барбара Ленер · Беате Гаусс  | Хорватия · Снежана Пейчич · Сузана Цимбаль Шпиреля · Сандра Витез    | Чехия · Катержина Эммонс · Павла Кальна · Адела Сыкорова    |
| Пневматический пистолет, 10 метров    | Селин Гобервиль Франция                                     | Виктория Чайка Белоруссия                                            | Елена Костевич Украина                                      |
| Пневматический пистолет, 10 метров    | Сербия · Ясна Шекарич · Бобана Величкович · Зорана Арунович | Беларусь · Виктория Чайка · Катерина Кручанок · Евгения Галуза       | Франция · Селин Гобервиль · Сирьель Гильяно · Стефани Тирод |
| Подвижная мишень, 10 метров           | Галина Авраменко Украина                                    | Виктория Рыбовалова Украина                                          | Ирина Измалкова Россия                                      |
| Подвижная мишень, 10 метров           | Россия · Ирина Измалкова · Ольга Степанова · Юлия Эйдензон  | Украина · Галина Авраменко · Виктория Рыбовалова · Катерина Самохина | Германия · Даниэла Фауст · Силке Абрамович · Клаудия Клёцль |
| Смешанная подвижная мишень, 10 метров | Ирина Измалкова Россия                                      | Ольга Степанова Россия                                               | Даниэла Фауст Германия                                      |
| Смешанная подвижная мишень, 10 метров | Россия · Ирина Измалкова · Ольга Степанова · Юлия Эйдензон  | Украина · Галина Авраменко · Катерина Самохина · Виктория Рыбовалова | Германия · Даниэла Фауст · Силке Абрамович · Клаудия Клёцль |

### Юниоры

#### Мужчины
| Дисциплина                            | Золото                                                        | Серебро                                                       | Бронза                                                            |
| Пневматическая винтовка, 10 метров    | Илья Чергейка Белоруссия                                      | Иван Йорданов Болгария                                        | Андреас Гойтер Германия                                           |
| Пневматическая винтовка, 10 метров    | Германия · Андреас Гойтер · Александр Бедерке · Ларс Валькер  | Беларусь · Илья Чергейка · Евгений Корзун · Дмитрий Рацко     | Россия · Николай Суворов · Кирилл Григорян · Владимир Масленников |
| Пневматический пистолет, 10 метров    | Николай Килин Россия                                          | Алексей Горбач Белоруссия                                     | Индржих Дубовый Чехия                                             |
| Пневматический пистолет, 10 метров    | Россия · Николай Килин · Никита Матишев · Руслан Вислогузов   | Франция · Клемен Бессаге · Антуан Шампанья · Винсен Жаннингро | Чехия · Алексей Горбач · Артём Лукянавец · Кирилл Посах           |
| Подвижная мишень, 10 метров           | Владлен Онопко Украина                                        | Сами Хейккиля Финляндия                                       | Яни Суоранта Финляндия                                            |
| Подвижная мишень, 10 метров           | Финляндия · Сами Хейккиля · Яни Суоранта · Мика Хейккиля      | Россия · Дмитрий Шагалин · Иван Серебряков · Сергей Лучанинов | Германия · Роберт Лёзеканн · Эмеран Майер · Себастьян Цех         |
| Смешанная подвижная мишень, 10 метров | Сами Хейккиля Финляндия                                       | Владлен Онопко Украина                                        | Иван Серебряков Россия                                            |
| Смешанная подвижная мишень, 10 метров | Россия · Иван Серебряков · Дмитрий Шагалин · Сергей Лучанинов | Германия · Роберт Лёзеканн · Эмеран Майер · Себастьян Цех     | Финляндия · Сами Хейккиля · Мика Хейккиля · Яни Суоранта          |

#### Женщины
| Дисциплина                            | Золото                                                           | Серебро                                                           | Бронза                                                          |
| Пневматическая винтовка, 10 метров    | Таня Переч Хорватия                                              | Валерия Соколова Россия                                           | Дженнифер Ольри Франция                                         |
| Пневматическая винтовка, 10 метров    | Россия · Валерия Соколова · Мария Андрейчикова · Полина Хорошева | Норвегия · Сив Анита Драмстад · Марте Торвик · Малин Вестерхейм   | Чехия · Анета Брабцова · Никола Мазурова · Габриэла Вогнарова   |
| Пневматический пистолет, 10 метров    | Йоанна Томала Польша                                             | Кристина Муньос Испания                                           | Адриэнн Немеш Венгрия                                           |
| Пневматический пистолет, 10 метров    | Польша · Йоанна Томала · Каролина Башен · Доминика Бартош        | Болгария · Велислава Душанова · Сильвия Чакарова · Милица Костова | Хорватия · Ариса Шерифович · Валентина Переглин · Мартина Лучич |
| Подвижная мишень, 10 метров           | Мария Крамар Украина                                             | Натали Дольс Германия                                             | Микаэла Кварнстрём Финляндия                                    |
| Подвижная мишень, 10 метров           | Украина · Мария Крамар · Полина Барвинова · Елена Маркив         | Германия · Натали Дольс · Сара Поммерин · Нина Даннер             | Россия · Екатерина Данилина · Оксана Соколова · Наталья Зуева   |
| Смешанная подвижная мишень, 10 метров | Полина Барвинова Украина                                         | Мария Крамар Украина                                              | Камиль Дюбуа Франция                                            |
| Смешанная подвижная мишень, 10 метров | Украина · Полина Барвинова · Мария Крамар · Елена Маркив         | Россия · Екатерина Данилина · Оксана Соколова · Наталья Зуева     | Германия · Натали Дольс · Сара Поммерин · Нина Даннер           |